# Jean Dixon
Jean Dixon est une actrice américaine, de son vrai nom Marie Jacques, née le 14 juillet 1896 à Waterbury (Connecticut), morte le 12 février 1981 à New York (État de New York).

## Biographie
Née d'un père (Jean Jacques) agent de théâtre, Marie Jacques étudie en France l'art dramatique, se formant notamment à Paris auprès de Sarah Bernhardt. De retour aux États-Unis en 1921, elle adopte le pseudonyme de Jean Dixon et débute en 1926 à Broadway (New York), où elle joue dans seize pièces, la dernière en 1959-1960. En particulier, elle participe à trois créations du dramaturge George S. Kaufman, notamment George Washington slept here (1940-1941), pièce coécrite par Moss Hart.
Au cinéma, elle apparaît dans seulement treize films américains, de 1929 à 1938. Mentionnons Vivre et aimer de Clarence Brown (1934, avec Joan Crawford et Gene Raymond), Mon homme Godfrey de Gregory La Cava (version de 1936, avec Carole Lombard et William Powell), J'ai le droit de vivre de Fritz Lang (1937, avec Sylvia Sidney et Henry Fonda), ou encore Vacances de George Cukor (son dernier film, de 1938, avec Cary Grant, Katharine Hepburn et Edward Everett Horton).
À la télévision, Jean Dixon contribue à deux séries consacrées au théâtre, avec un épisode de chacune, diffusés en 1956 et 1960, année où elle se retire.

## Théâtre (sélection)
Pièces jouées à Broadway
- 1926-1927 : Wooden Kimono de John Floyd
- 1927-1928 : Behold the Bridegroom de George Kelly, avec Judith Anderson, Thurston Hall
- 1928 : Anna de Rudolf Lothar, adaptation d'Herman Bernstein et Brian Marlow, avec Judith Anderson
- 1928 : Heavy Traffic d'Arthur Richman, avec Mary Boland, Leo G. Carroll
- 1928 : Back Here d'Olga Printzlau, avec Melvyn Douglas, George Meeker
- 1929-1930 : June Moon de Ring Lardner et George S. Kaufman, mise en scène de ce dernier, avec Norman Foster, Lee Patrick
- 1930-1931 : Once in a Lifetime de Moss Hart et George S. Kaufman, mise en scène de ce dernier, avec Spring Byington, Charles Halton, Oscar Polk, George S. Kaufman
- 1932-1933 : Dangerous Corner de John Boynton Priestley
- 1933 : Heat Lightning de Leon Abrams et George Abbott, mise en scène de ce dernier
- 1935 : Bright Star de Philip Barry, avec Lee Tracy
- 1940-1941 : George Washington slept here de Moss Hart et George S. Kaufman, mise en scène de ce dernier, avec Percy Kilbride, Ernest Truex
- 1945 : The Deep Mrs. Sykes de George Kelly, avec Romney Brent, Mary Forbes
- 1949-1950 : The Velvet Glove de Rosemary Casey, avec Walter Hampden, John Williams
- 1952 : To be continued de William Marchant, avec Grace Kelly
- 1957 : The Square Root of Wonderful de Carson McCullers, avec Anne Baxter
- 1959-1960 : The Gang's All Here de Jerome Lawrence et Robert E. Lee, mise en scène de George Roy Hill, avec Melvyn Douglas, Victor Kilian, E. G. Marshall

## Filmographie complète

### Au cinéma
- 1929 : The Lady Lies d'Hobart Henley
- 1933 : Le Baiser devant le miroir  (The Kiss Before the Mirror) de James Whale
- 1934 : Vivre et aimer (Sadie McKee) de Clarence Brown
- 1935 : Mon mari le patron (She married her Boss) de Gregory La Cava
- 1935 : I love you Always de Leo Bulgakov
- 1935 : Monsieur Dynamite (Mister Dynamite) d'Alan Crosland
- 1936 : Dix Ans de mariage (To Marry - with Love) de John Cromwell
- 1936 : Mon homme Godfrey (My Man Godfrey) de Gregory La Cava
- 1936 : La Brute magnifique (The Magnificent Brute) de John G. Blystone
- 1937 : J'ai le droit de vivre (You only live Once) de Fritz Lang
- 1937 : Trompette Blues (Swing High, Swing Low), de Mitchell Leisen
- 1938 : Quelle joie de vivre (Joy of Living) de Tay Garnett
- 1938 : Vacances (Holiday) de George Cukor

### À la télévision (séries)
- 1956 : General Electric Theater, Saison 4, épisode 29 That's the Man !
- 1960 : Play of the Week, Saison 2, épisode 4 The Velvet Glove